# Athyrium satowii
Athyrium satowii är en majbräkenväxtart som beskrevs av H. Itô. Athyrium satowii ingår i släktet Athyrium och familjen Athyriaceae. Inga underarter finns listade.